# Саидов, Руслан
Русла́н Саи́дов (род. 30 июня 1965, Пригородное, Чечено-Ингушская АССР) — советский чеченский штангист, призёр чемпионата СССР, мастер спорта СССР международного класса.

## Биография
Тренировался под руководством Николая Осташко и Ибрагима Кодзоева. Выступал в весовых категориях до 90 и 100 кг. На чемпионате СССР по тяжёлой атлетике 1990 года Саидов стал серебряным призёром, показав в сумме двоеборья результат 382,5 кг (182,5 + 200). На Кубке СССР в том же году победил в рывке в весовой категории до 100 кг, показав результат 185 кг.
В 1985 году стал чемпионом Вооружённых сил СССР. В 1987 году в Архангельске выполнил норматив международного мастера, показав результат 180+220 кг. В начале 1990-х годов установил рекорд Чечни в рывке в категории до 100 кг (192,5 кг), который не побит до сих пор. Из-за боевых действий в Чечне завершил спортивную карьеру в 1994 году. В середине 2000-х годов работал в системе МВД. По состоянию на 2023 год работает заместителем директора спортивной школы имени Алхазура Ильясова в селе Пригородное.

## Спортивные результаты
- Чемпионат СССР по тяжёлой атлетике 1990 года —  (Липецк, до 90 кг, 182,5 + 200 = 382,5);
- Кубок СССР по тяжёлой атлетике 1990 года —  в рывке (Луганск, до 100 кг, 185 кг);
- Кубок Дружбы (Харьков, 1992) —  (190 + 217,5);